# NGC 2764
NGC 2764 في الفهرس العام الجديد، هي مجرة، تقع في كوكبة السرطان. اكتشفت في 16 نوفمبر 1784 بواسطة ويليام هيرشل.

## روابط خارجية
- NGC 2764 على موقع ويكي سكاي: DSS2, SDSS, GALEX, IRAS, Hydrogen α, X-Ray, Astrophoto, Sky Map, Articles and images